# Paluküla (Kehtna)
Paluküla – wieś w Estonii, prowincji Rapla, w gminie Kehtna.